# Серсје (Горња Савоја)
Серсје (фр. Cercier) је насељено место у Француској у региону Рона-Алпи, у департману Горња Савоја.
По подацима из 2011. године у општини је живело 586 становника, а густина насељености је износила 51,13 становника/km².

## Демографија
| 1962. | 1968. | 1975. | 1982. | 1990. | 2011. |
| ----- | ----- | ----- | ----- | ----- | ----- |
| 265   | 264   | 302   | 365   | 454   | 586   |